# Ursus C-308
Ursus C-308 – jednoosiowy ciągnik ogrodniczy produkowany w latach 1958–1963 przez zakłady Ursus w Ursusie.

## Historia modelu
W 1957 roku rozpoczęto w Biurze Konstrukcyjnym Przemysłu Maszynowego Leśnictwa we Wrocławiu oraz Zakładach Mechanicznych Ursus prace projektowe nad lekkim ciągnikiem dla ogrodnictwa i szkółek leśnych. Wrocławskie biuro opracowało ciągnik Dzik, natomiast fabryka w Ursusie model C-308. Pierwszy prototyp tego ciągnika skonstruowany został 11 października 1957 roku. Produkcję seryjną rozpoczęto w 1958 roku. Do napędu Ursus C-308 przewidziano skonstruowany przez inż. Fryderyka Bluemke 1-cylindrowy silnik o zapłonie iskrowym typu S261C o pojemności skokowej 372 cm³ i mocy maksymalnej 5,9 kW (8 KM). Jednostka napędowa zblokowana została z 3-biegową skrzynią biegów.

Produkcję ciągnika C-308 zakończono w 1963 roku po wyprodukowaniu 4100 egzemplarzy.

## Dane techniczne
- Typ silnika – Ursus S-261C
- Rodzaj silnika – dwusuwowy, o zapłonie iskrowym, jednocylindrowy, chłodzony powietrzem
- Pojemność silnika – 372 cm³
- Moc silnika – 5,9 kW (8 KM) przy 2400 obr./min
- Maks. moment obrotowy – 26 Nm, przy 2100 obr./min
- Stopień sprężania – 6,5
- Średnica cylindra – 76 mm
- Skok tłoka – 82 mm
- Liczba biegów przód/tył – 3/1
- Maksymalna prędkość jazdy – 13 km/h

Ciągnik ten mógł pracować z pługiem, opryskiwaczem, przyczepą o ładowności 800 kg; przewidziano możliwość zamontowania przystawki pasowej wyposażonej w koło pasowe o średnicy 200 mm.